# Gajto Gazdanov

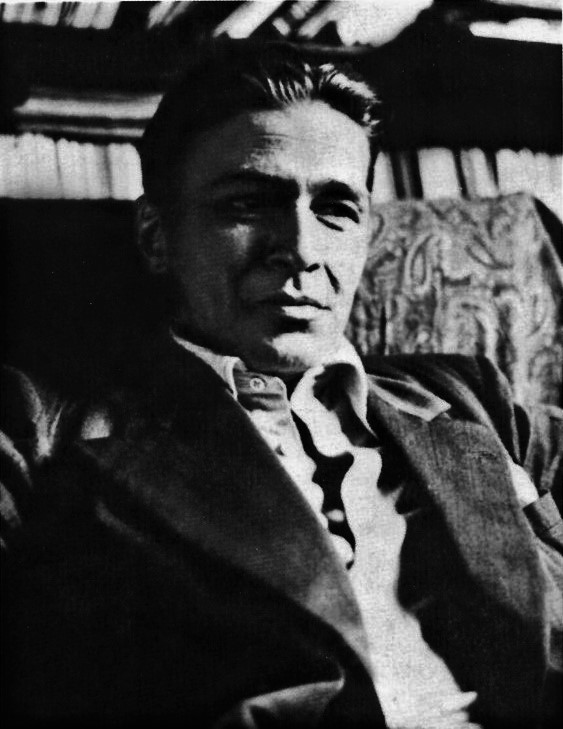
Gaito Gazdanov

Gajto Gazdanov (in russo Гайто́ (Гео́ргий) Ива́нович Газда́нов? Gajto [Georgij] Ivanovič Gazdanov; in lingua osseta Гæздæнты Бæппийы фырт Гайто; San Pietroburgo, 6 dicembre 1903 – Monaco di Baviera, 5 dicembre 1971) è stato uno scrittore russo in esilio, di estrazione osseta.

## Biografia
Gazdanov nacque a San Pietroburgo ma crebbe in Siberia e in Ucraina, dove suo padre lavorava come guardaboschi. Prese parte alla guerra civile russa tra le file dell'Armata Bianca di Pëtr Nikolaevič Vrangel'. Nel 1920 lasciò la Russia e si stabilì a Parigi, dove lavorò presso gli stabilimenti Renault. Più tardi si guadagnò da vivere come conducente di taxi. Morì a Monaco di Baviera nel 1971.
Il primo romanzo di Gazdanov, Večer u Kler (Una serata da Claire, 1929), fu lodato da Maksim Gor'kij e Vladislav Chodasevič, che notò l'influenza di Marcel Proust. Sulla base delle sue prime novelle Gazdanov venne descritto dai critici come uno degli autori di maggior talento emersi durante l'emigrazione.

Gazdanov raggiunse la maturità artistica dopo la seconda guerra mondiale. La sua bravura nell'intessere trame da letteratura gialla con grande attenzione per i particolari psicologici è in evidenza nei suoi romanzi di maggior successo, Prizrak Aleksandra Vol'fa (Il fantasma di Alexander Wolf) e Vozvraščenie Buddy (Il ritorno di Budda). 

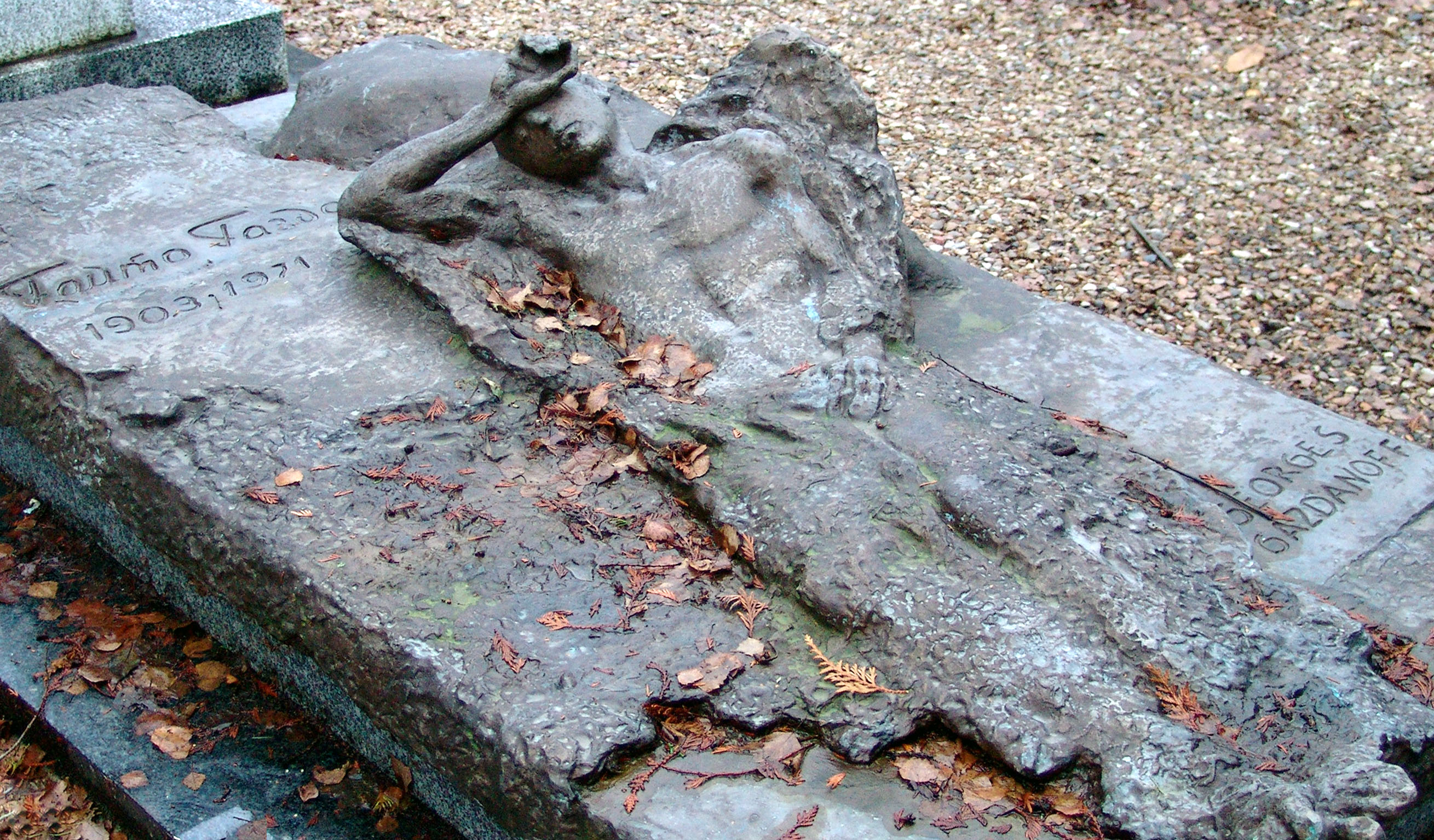
La tomba di Gazdanov nel cimitero russo ortodosso di Nostra Signora dell'Assunzione

Nel 1953 Gazdanov iniziò a collaborare con Radio Liberty per la quale curò un programma sulla letteratura russa (con lo pseudonimo Georgi Cherkasov) fino alla sua morte, avvenuta a causa di un cancro ai polmoni nel 1971.
Le opere di Gazdanov non vennero mai pubblicate in Unione Sovietica. Dopo la dissoluzione di quest'ultima iniziarono a comparire oltre cinquanta edizioni delle opere di Gazdanov in russo, tra cui una raccolta in tre volumi (1998) e una in cinque volumi (2009, a cura di T.N. Krasavčenko). La comunità artistica osseta, su ispirazione del direttore d'orchestra Valerij Abisalovič Gergiev, pose una nuova lapide sulla tomba di Gazdanov nel Cimitero russo ortodosso di Nostra Signora dell'Assunzione a Sainte-Geneviève-des-Bois.

## Opere
- Večer u Kler, 1929 (Una serata da Claire, trad. di Anastasia Pasquinelli, Como, Ibis, 1996)
- Istorija odnogo putešestvija, 1938 (Storia di un viaggio)
- Polët, 1939, prima ed. completa 1992 (Il volo, trad. di Michela Venditti, Milano, Criterion, 2022)
- Nočnye dorogi, 1952 (Strade di notte, trad. di Claudia Zonghetti, Rovereto, Zandonai, 2011 [Roma, Fazi, 2017])
- Prizrak Aleksandra Vol'fa, 1947-48 (con il titolo Contro il destino, trad. di Liliana Bonini, Milano, Mondadori, 1952; con il titolo Il fantasma di Alexander Wolf,  trad. di Fernanda Lepre, Roma, Voland, 2002)
- Vozvraščenie Buddy, 1949-50 (Il ritorno di Budda, trad. di Fernanda Lepre, Roma, Voland, 2015)
- Piligrimy, 1953-54 (I pellegrini)
- Probuždenie, 1965-66 (Ritrovarsi a Parigi, trad. di Manuela Diez, Roma, Fazi, 2016)
- Evelina i eë druz'ja, 1968-71 (Evelina e i suoi amici)